# Willy Mattes
Willy Mattes (* 4. Januar 1916 in Wien, Österreich-Ungarn als Wilhelm Franz Josef Mattes; † 30. Juli 2002 in Salzburg) war ein österreichischer Komponist, Arrangeur und Dirigent, der sowohl bekannte Schlager, als auch zahlreiche Filmmusiken komponierte.

## Leben
Nach Absolvierung der Matura 1935 und der Dirigentenklasse von Felix Weingartner an der Musikakademie 1937 in Wien war Mattes bis 1939 Theaterkapellmeister in Oldenburg und Leipzig. Anschließend arbeitete er als Arrangeur und Komponist bei den Filmgesellschaften UFA und Tobis, für die er neben seinen Aufgaben als Assistent für Lothar Brühne seine ersten eigenständigen Filmmusiken schrieb. Außerdem dirigierte und arrangierte er Aufnahmen für Schallplattenfirmen und war für das Deutsche Tanz- und Unterhaltungsorchester in Prag tätig. Mattes stand 1944 in der Gottbegnadeten-Liste des Reichsministeriums für Volksaufklärung und Propaganda.
Von 1944 bis 1951 war Mattes als Dirigent bei Sveriges Radio in Stockholm angestellt, anschließend beim Bayerischen Rundfunk in München und von 1964 bis 1974 beim Süddeutschen Rundfunk in Stuttgart. 1960/1961 arbeitete er mit Walter Felsenstein zusammen an der Neufassung der Millöcker-Operette Der arme Jonathan. Sein berühmtestes eigenes Werk ist das Konzertstück für Klavier und Orchester Swedish Rhapsody, das von allen bedeutenden Orchestern in den USA gespielt wurde, dort mehrere Aufnahmen erfuhr und 1966 in dem Universal-Film Madame X zu hören ist. In den Credits verbirgt er sich hinter dem Pseudonym Charles Wildman, das er gelegentlich bei internationalen Filmarbeiten benutzte. Von 1975 bis 1980 bekleidete er den Abteilungsleiterposten für U-Musik beim RIAS in Berlin. Ab 1981 war er Gastdirigent beim Norddeutschen Rundfunk in Hannover.
Mattes war in erster Ehe mit der Schauspielerin und Tänzerin Margit Symo und in zweiter Ehe mit der ehemaligen Miss Germany und Miss Europa Christel Schaack verheiratet. Er ist der Vater der Schauspielerin Eva Mattes.

## Schlagerkompositionen (Auswahl)
- Maria Cebotari – Hinter den sieben Bergen
- Eva Busch – Auch für uns ist die Stunde gekommen
- Vico Torriani – Ich hab’ über Nacht Italienisch studiert
- Vico Torriani – Tausend Mandolinen
- Vico Torriani – Das gewisse O-la-la

## Filmografie (Auswahl)
- 1944: Der Verteidiger hat das Wort
- 1944: Das Hochzeitshotel
- 1948: Banketten (als Charles Wildman)
- 1951: Czardas der Herzen
- 1951: Sensation in San Remo
- 1951: So ein Theater! (Gangsterpremiere)
- 1953: Straßenserenade
- 1954: Die schöne Müllerin
- 1954: Gitarren der Liebe
- 1954: Wenn ich einmal der Herrgott wär
- 1955: Das Lied von Kaprun
- 1955: Stern von Rio
- 1955: Liebe ist ja nur ein Märchen
- 1955: Oh – diese „lieben“ Verwandten
- 1955: Wenn die Alpenrosen blüh’n
- 1956: Santa Lucia
- 1956: Tausend Melodien
- 1956: Solange noch die Rosen blühn
- 1956: Johannisnacht
- 1957: Der Adler vom Velsatal
- 1958: Madeleine Tel. 13 62 11
- 1958: Mein Mädchen ist ein Postillion
- 1958: Romarei, das Mädchen mit den grünen Augen
- 1958: Das Mädchen mit den Katzenaugen
- 1958: Ohne Dich kann ich nicht leben
- 1958: Nick Knattertons Abenteuer – Der Raub der Gloria Nylon
- 1959: Unser Wunderland bei Nacht
- 1959: Der Frosch mit der Maske
- 1959: Die Wahrheit über Rosemarie
- 1959: Strafbataillon 999
- 1959: Die Nackte und der Satan
- 1959: Liebe verboten – Heiraten erlaubt
- 1959: Wenn die Glocken hell erklingen
- 1959: Ein Toter hing im Netz
- 1959: Ein Sommer, den man nie vergißt
- 1960: Endstation Rote Laterne
- 1960: Flitterwochen in der Hölle
- 1960: Der rote Kreis
- 1960: Bomben auf Monte Carlo
- 1963: Die Flußpiraten vom Mississippi
- 1964: Weiße Fracht für Hongkong

## Auszeichnungen
- 1969: „Edison-Preis“ für die Gesamtaufnahme des Zarewitsch von Franz Lehár
- 1992: Ehrenmedaille der GEMA

## Lexikalische Einträge
- Kay Weniger: Das große Personenlexikon des Films. Die Schauspieler, Regisseure, Kameraleute, Produzenten, Komponisten, Drehbuchautoren, Filmarchitekten, Ausstatter, Kostümbildner, Cutter, Tontechniker, Maskenbildner und Special Effects Designer des 20. Jahrhunderts. Band 5: L – N. Rudolf Lettinger – Lloyd Nolan. Schwarzkopf & Schwarzkopf, Berlin 2001, ISBN 3-89602-340-3, S. 332.
- Jürgen Wölfer: Jazz in Deutschland. Das Lexikon. Alle Musiker und Plattenfirmen von 1920 bis heute. Hannibal, Höfen 2008, ISBN 978-3-85445-274-4.